# Jersie Kirke
Jersie Kirke ligger i Jersie i Solrød Kommune

## Historie
Tekst mangler, hjælp os med at skrive teksten

## Kirkebygningen
- Jersie Kirke

## Interiør
Tekst mangler, hjælp os med at skrive teksten